# Gaúcho (Rio Grande do Sul állam) labdarúgó-bajnokság (első osztály)
A Campeonato Gaúcho de Futebol, azaz a Gaúcho bajnokság, Rio Grande do Sul állam professzionális labdarúgó bajnoksága, amit 1919-ben alapítottak. A bajnokságban 12 csapat indul és általában januártól áprilisig tart. Hagyományosan az állam két legismertebb egyesülete a Grêmio és az Internacional rivalizálásáról szól. A csapatok egy alkalommal mérkőznek meg egymással, majd az első nyolc helyezett egyeneskieséses rendszerben, oda-visszavágós alapon dönt a bajnoki cím sorsáról.

## Az eddigi győztesek
| Szezon | Győztes            | Második            |
| ------ | ------------------ | ------------------ |
| 1919   | Brasil (PE)        | Grêmio             |
| 1920   | Guarany (BG)       | Grêmio             |
| 1921   | Grêmio             | Riograndense (SM)  |
| 1922   | Grêmio             | Guarany (AL)       |
| 1925   | Bagé               | Grêmio             |
| 1926   | Grêmio             | Guarany (BG)       |
| 1927   | Internacional      | Bagé               |
| 1928   | Americano-RS       | Bagé               |
| 1929   | Cruzeiro           | Guarany (BG)       |
| 1930   | Pelotas            | Grêmio             |
| 1931   | Grêmio             | Guarany (AL)       |
| 1932   | Grêmio             | Pelotas            |
| 1933   | São Paulo-RS       | Grêmio             |
| 1934   | Internacional      | Grêmio             |
| 1935   | 9º Regimento       | Grêmio             |
| 1936   | Rio Grande         | Internacional      |
| 1937   | Grêmio Santanense  | Rio-Grandense (RG) |
| 1938   | Guarany (BG)       | Rio-Grandense (RG) |
| 1939   | Rio-Grandense (RG) | Grêmio Santanense  |
| 1940   | Internacional      | Bagé               |
| 1941   | Internacional      | Rio Grande         |
| 1942   | Internacional      | Floriano           |
| 1943   | Internacional      | Guarany (CS)       |
| 1944   | Internacional      | Bagé               |
| 1945   | Internacional      | Pelotas            |
| 1946   | Grêmio             | Rio-Grandense (RG) |
| 1947   | Internacional      | Floriano           |
| 1948   | Internacional      | Grêmio Santanense  |
| 1949   | Grêmio             | Floriano           |
| 1950   | Internacional      | Floriano           |
| 1951   | Internacional      | Pelotas            |
| 1952   | Internacional      | Floriano           |
| 1953   | Internacional      | Brasil (PE)        |
| 1954   | Renner             | Brasil (PE)        |
| 1955   | Internacional      | Brasil (PE)        |
| 1956   | Grêmio             | Pelotas            |
| 1957   | Grêmio             | Bagé               |
| 1958   | Grêmio             | Guarany (BG)       |
| 1959   | Grêmio             | Farroupilha        |
| 1960   | Grêmio             | Pelotas            |
| 1961   | Internacional      | Grêmio             |
| 1962   | Grêmio             | Internacional      |
| 1963   | Grêmio             | Internacional      |
| 1964   | Grêmio             | Internacional      |
| 1965   | Grêmio             | Juventude          |
| 1966   | Grêmio             | Internacional      |
| 1967   | Grêmio             | Internacional      |
| 1968   | Grêmio             | Internacional      |
| 1969   | Internacional      | Grêmio             |
| 1970   | Internacional      | Grêmio             |
| 1971   | Internacional      | Grêmio             |
| 1972   | Internacional      | Grêmio             |
| 1973   | Internacional      | Grêmio             |
| 1974   | Internacional      | Grêmio             |
| 1975   | Internacional      | Grêmio             |
| 1976   | Internacional      | Grêmio             |
| 1977   | Grêmio             | Internacional      |
| 1978   | Internacional      | Grêmio             |
| 1979   | Grêmio             | Esportivo          |
| 1980   | Grêmio             | Internacional      |
| 1981   | Internacional      | Grêmio             |
| 1982   | Internacional      | Grêmio             |
| 1983   | Internacional      | Brasil (PE)        |
| 1984   | Internacional      | Grêmio             |
| 1985   | Grêmio             | Internacional      |
| 1986   | Grêmio             | Internacional      |
| 1987   | Grêmio             | Internacional      |
| 1988   | Grêmio             | Internacional      |
| 1989   | Grêmio             | Internacional      |
| 1990   | Grêmio             | Caxias             |
| 1991   | Internacional      | Grêmio             |
| 1992   | Internacional      | Grêmio             |
| 1993   | Grêmio             | Internacional      |
| 1994   | Internacional      | Juventude          |
| 1995   | Grêmio             | Internacional      |
| 1996   | Grêmio             | Juventude          |
| 1997   | Internacional      | Grêmio             |
| 1998   | Juventude          | Internacional      |
| 1999   | Grêmio             | Internacional      |
| 2000   | Caxias             | Grêmio             |
| 2001   | Grêmio             | Juventude          |
| 2002   | Internacional      | 15 de Novembro     |
| 2003   | Internacional      | 15 de Novembro     |
| 2004   | Internacional      | Ulbra              |
| 2005   | Internacional      | 15 de Novembro     |
| 2006   | Grêmio             | Internacional      |
| 2007   | Grêmio             | Juventude          |
| 2008   | Internacional      | Juventude          |
| 2009   | Internacional      | Grêmio             |
| 2010   | Grêmio             | Internacional      |
| 2011   | Internacional      | Grêmio             |
| 2012   | Internacional      | Caxias             |
| 2013   | Internacional      | Lajeadense         |
| 2014   | Internacional      | Grêmio             |
| 2015   | Internacional      | Grêmio             |
| 2016   | Internacional      | Juventude          |
| 2017   | Novo Hamburgo      | Internacional      |
| 2018   | Grêmio             | Brasil de Pelotas  |

## Legsikeresebb csapatok
| Csapat            | Város                  | Bajnok |
| ----------------- | ---------------------- | --- |
| Internacional     | Porto Alegre           | 45 (1927, 1934, 1940, 1941, 1942, 1943, 1944, 1945, 1947, 1948, 1950, 1951, 1952, 1953, 1955, 1961, 1969, 1970, 1971, 1972, 1973, 1974, 1975, 1976, 1978, 1981, 1982, 1983, 1984, 1991, 1992, 1994, 1997, 2002, 2003, 2004, 2005, 2008, 2009, 2011, 2012, 2013, 2014, 2015, 2016) |
| Grêmio            | Porto Alegre           | 37 (1921, 1922, 1926, 1931, 1932, 1946, 1949, 1956, 1957, 1958, 1959, 1960, 1962, 1963, 1964, 1965, 1966, 1967, 1968, 1977, 1979, 1980, 1985, 1986, 1987, 1988, 1989, 1990, 1993, 1995, 1996, 1999, 2001, 2006, 2007, 2010, 2018)                                                 |
| Guarany FC        | Bagé                   | 2 (1920, 1938) |
| Brasil            | Pelotas                | 1 (1919) |
| Bagé              | Bagé                   | 1 (1925) |
| Americano         | Porto Alegre           | 1 (1928) |
| Cruzeiro-RS       | Porto Alegre           | 1 (1929) |
| Pelotas           | Pelotas                | 1 (1930) |
| SC São Paulo      | Rio Grande             | 1 (1933) |
| Farroupilha       | Pelotas                | 1 (1935) |
| Rio Grande        | Rio Grande             | 1 (1936) |
| Grêmio Santanense | Sant'Ana do Livramento | 1 (1937) |
| Rio-Grandense     | Rio Grande             | 1 (1939) |
| Renner            | Porto Alegre           | 1 (1954) |
| Juventude         | Caxias do Sul          | 1 (1998) |
| Caxias do Sul     | Caxias do Sul          | 1 (2000) |
| Novo Hamburgo     | Novo Hamburgo          | 1 (2017) |